# Plateau de Dogny
Le plateau de Dogny est un plateau situé dans la chaîne Centrale de Nouvelle-Calédonie, près de la commune de Sarraméa.